# 30 de abril
El 30 de abril es el 120.º (centésimo vigésimo) día del año en el calendario gregoriano y el 121.º en los años bisiestos. Quedan 245 días para finalizar el año.

## Acontecimientos
- 65: en la Antigua Roma, Séneca y su sobrino Lucano, implicados en la conjura de Cayo Calpurnio Pisón contra el emperador Nerón, son descubiertos y obligados a suicidarse.
- 642: en la península ibérica, Chindasvinto es coronado como monarca de la España visigoda.
- 984: en la península ibérica, Almanzor ocupa la ciudad de León y asesina a sus habitantes.
- 1054: la localidad de Rosdalla (Irlanda) es atacada por el primer tornado documentado en toda Europa.
- 1224: en España, Fernando III y Rodrigo Rodríguez Girón, conde de Saldaña y Carrión, firman el Fuero de Agüero (Buenavista de Valdavia).
- 1492: en España, los Reyes Católicos ordenan que las naves del puerto de Palos de la Frontera (en Huelva) se pongan al servicio de Cristóbal Colón y expiden a favor de Colón los títulos de almirante, virrey y gobernador de las tierras que descubriere.
- 1502: En Córdoba (España), el inquisidor Lucero El Tenebroso celebra un auto de fe en el que se queman vivas a 27 personas acusadas de practicar el judaísmo en secreto.[1]
- 1508: en España, Nicolás de Ovando, administrador de las Indias Occidentales, recibe de Fernando el Católico la orden de construir iglesias.
- 1531: en la bahía de Guanabara (Brasil), el portugués Martín Alfonso de Souza desembarca en el lugar donde más tarde se alzará la ciudad de Río de Janeiro.
- 1532: en el actual Perú, el conquistador español Francisco Pizarro funda la aldea San Francisco de la Buena Esperanza de Payta (actual ciudad de Paita, el puerto más antiguo de ese país).
- 1557: el líder mapuche Lautaro es asesinado por tropas españolas en la batalla de Mataquito, actual Chile.
- 1657: en el puerto de Santa Cruz de Tenerife (islas Canarias) la armada británica al mando del almirante Robert Blake destruye la flota de Indias de Diego de Egües.
- 1725: en Austria se firma el Tratado de Viena, por el que Felipe V, rey de España, firma la paz con Carlos VI, emperador del Sacro Imperio.
- 1726: en España, la Real Academia Española presenta al rey Felipe V el primer tomo del Diccionario de autoridades.
- 1789: en los Estados Unidos George Washington jura su cargo como primer presidente del país.
- 1789: en Versalles (Francia) se funda el Club Bretón, predecesor del Club de los Jacobinos.
- 1802: en Lorca (España) se rompe la presa de Puentes II, causando 608 muertos.
- 1803: Napoleón Bonaparte vende la Luisiana a Estados Unidos por 80 millones de francos.
- 1826: en la villa de Valencia (Venezuela) se funda La Cosiata, movimiento político destinado a separar a Venezuela de la Gran Colombia.
- 1859: en Guatemala se firma el tratado Wyke-Aycinena entre el Reino Unido y Guatemala, para establecer los límites de Belice.
- 1838: Nicaragua declara su independencia de la República Federal de Centroamérica (1824-1839).
- 1862: en el Valle del Manzanares de Madrid (España) se descubre el yacimiento paleolítico de San Isidro.
- 1863: en Camarón de Tejeda (México) ―en el marco de la segunda invasión francesa―, 3000 soldados mexicanos aplastan a 65 soldados invasores franceses en la batalla de Camarón. Actualmente, este día se celebra el Día de la Legión Extranjera.
- 1871: 144 apaches acampados en las cercanías de Camp Grant, Territorio de Arizona, son asesinados mientras dormían.
- 1896: en Pinar del Río (Cuba), las fuerzas del general Antonio Maceo (1845-1896) vencen al ejército español dirigido por el general Julián Suárez Inclán (1849-1909) en el combate de Cacarajícara.
- 1897: en Reino Unido, el físico británico Joseph John Thomson descubre el electrón, cuya existencia había predicho ya en 1891 su compatriota George Johnstone Stoney.
- 1900: el Gobierno estadounidense otorga a las islas Hawái el estatuto de territorio vinculado a la Unión.
- 1902: en España, la campaña de vacunación contra la viruela, realizada por el ayuntamiento de Murcia, permite frenar la epidemia.
- 1902: en París (Francia) se estrena la ópera de Claude Debussy, Peleas y Melisandra, acogida fríamente por la crítica.
- 1904: en San Luis (Estados Unidos) comienza la Exposición Universal de San Luis.
- 1904: Christian Huelsmeyer patenta un aparato capaz de recibir una onda emitida por un barco.
- 1904: en el teatro Eslava de Madrid (España) se estrena Las tres casas de Jerez, de Carlos Fernández Shaw y Pedro Muñoz Seca.
- 1905: el rey británico Eduardo VII visita París y se reúne con el presidente Émile Loubet y con el ministro de Relaciones Exteriores Théophile Delcassé.
- 1908: en el Teatro Real de Madrid se celebra el primer concierto de la Orquesta Filarmónica de Berlín, dirigida por Richard Strauss.
- 1909: en España se reconoce el derecho de huelga.
- 1911: en Portugal, una sentencia del Tribunal Constitucional reconoce a las mujeres el derecho al voto.
- 1912: en la ciudad de Los Ángeles (estado de California) se funda la empresa cinematográfica Universal Pictures.
- 1915: en el marco de la Primera Guerra Mundial (1914-1918), en las costas británicas se produce un ataque aéreo alemán.
- 1917: el general Pétain asume la jefatura del Estado Mayor del Ministerio de la Guerra francés para reemplazar a Robert Nivelle.
- 1918: Guatemala declara la guerra a Alemania.
- 1924: Por instrucciones del presidente Álvaro Obregón y del secretario de educación José Vasconcelos, se celebra por primera vez en México el Día del Niño en esta fecha, con la finalidad de reafirma y proteger a las infancias y derechos de los niños.
- 1925: en España, se aprueba un decreto para la canalización del Guadalquivir que prevé la construcción de una vía navegable de 180 km hasta Córdoba.
- 1927: en Santander, Azorín estrena su obra El segador.
- 1931: en las proximidades de Barajas se inaugura el aeropuerto de Madrid.
- 1932: en Venecia (Italia) se inaugura el primer Congreso Internacional Arte en el presente.
- 1933: en el Perú muere asesinado el presidente Luis Miguel Sanchéz Cerro.
- 1934: en Viena (Austria) se aprueba la nueva Constitución.
- 1934: en España, quedan excluidos de la ley de amnistía (por rebeldía) Martínez Anido, Callejo, Guadalhorce, Magaz y Calvo Sotelo.
- 1935: en Sevilla (España), segundo y último día de los Sucesos de Aznalcóllar.
- 1937: Estados Unidos aprueba la cuarta ley Neutrality Act, de carácter permanente, que incluye la cláusula de Cash and Carry.
- 1938: la Unión Soviética propone a Francia y al Reino Unido una alianza militar.
- 1938: en Estados Unidos se estrena la primera película de animación que presenta al conejo Bugs Bunny.
- 1939: se inaugura la Exposición Universal de Nueva York con un discurso del presidente Franklin Delano Roosevelt.
- 1940: en Bolivia, el presidente Enrique Peñaranda emite un decreto suspendiendo sine die los permisos de inmigración a los judíos (antisemitismo).
- 1943: en Alemania, el líder nazi Adolf Hitler recibe a Pierre Laval.
- 1943: en Punta Umbría (España) ―como parte de una operación de contraespionaje británica― un pescador encuentra el cadáver de un supuesto capitán británico llamado William Martin, que portaba documentos que apuntaban a una invasión aliada de Córcega, lo que se puso en conocimiento del gobierno nazi de Alemania. En los meses siguientes las tropas alemanas se movilizaron de acuerdo con los planes de invasión de esos documentos, y descuidaron las costas de Sicilia, lugar donde realmente se llevaría a cabo el desembarco aliado.[2]
- 1944: en Alemania, a lo largo del mes, los Aliados arrojan 81 400 toneladas de bombas sobre la población civil.
- 1945: en Berlín (Alemania nazi), las tropas soviéticas izan su bandera en lo alto del Reichstag. Ante la llegada de los soviéticos, para evitar ser capturado, Adolf Hitler se suicida en su búnker junto a su esposa Eva Braun, con la que se había casado el día anterior.
- 1946: un comité británico-estadounidense aboga a favor de la pronta inmigración a Palestina de 100 000 judíos.
- 1947: en Medellín (Colombia) se funda la Corporación Deportiva Club Atlético Nacional.
- 1948: en Bogotá (Colombia) se crea la OEA con la firma de la Carta de la Organización de los Estados Americanos y la Declaración Americana de los Derechos y Deberes del Hombre.
- 1948: en el atolón Enewetak ―en el marco de la operación Sandstone―, Estados Unidos detona la bomba atómica Yoke (de 49 kilotones), la séptima de la Historia humana.
- 1949: en las afueras de la ciudad de Ezeiza (20 km al sur de Buenos Aires) se inaugura el Aeropuerto Internacional Ministro Pistarini.
- 1950: en la ciudad de Viña del Mar (Chile) se concreta la mayor goleada de los clásicos del fútbol de ese país, en la que Everton de Viña del Mar golea a su clásico rival, Santiago Wanderers por 17 goles contra 0.
- 1957: en España se reconoce la enseñanza no oficial y se crean los títulos de «doctor arquitecto» y «doctor ingeniero».
- 1958: en Montevideo (Uruguay), durante la visita del vicepresidente de Estados Unidos, Richard Nixon, se registran incidentes en la universidad, donde el mandatario discutió abiertamente con los estudiantes.
- 1958: en España, las modificaciones del Código Civil contemplan, entre otras, que «la petición de separación sólo puede efectuarla el cónyuge inocente».
- 1960: en las ciudades turcas de Ankara y Estambul, las manifestaciones antigubernamentales obligan a la proclamación de la ley marcial.
- 1961: Sudáfrica se retira de la Mancomunidad Británica de Naciones.
- 1961: en la base Novolázarevskaya (en la Antártida, 4110 km al sur de Ciudad del Cabo), el médico soviético Leonid Rógozov (1934-2000) se práctica una autocirugía para extraer su apéndice infectado.
- 1961: En la finca Angelita, cerca de la localidad cubana de Martí (provincia de Matanzas), un grupo de mercenarios cubanos ―en el marco de los ataques terroristas organizados por la CIA estadounidense― asesinan al ciudadano Aramís Alarcón Noda.[3]
- 1961: en España, el Real Madrid se proclama campeón de la liga española de fútbol, con la máxima puntuación lograda hasta la fecha.
- 1962: en Buenos Aires (Argentina), el Gobierno de José María Guido y el ministro de Economía, Federico Pinedo (1895-1971), liberalizan el mercado cambiario. El peso se devalúa un 64,5 %.
- 1963: en Alemania finaliza, después de cuatro años, la construcción del puente de arco de la línea que une Schleswig-Holstein y la isla de Fehmarn (situada en el mar Báltico).
- 1963: Francia anuncia la construcción de una base de pruebas nucleares en el atolón de Mururoa.
- 1964: la Unión Soviética concede los premios Lenin al argelino Ben Bella y a la española Dolores Ibárruri, la «Pasionaria».
- 1965: en los Estados Unidos, la revista Life publica fotografías de un feto dentro del seno materno, tomadas por el fotógrafo sueco Lennart Nilsson.
- 1966: en Estados Unidos, Anton Szandor LaVey funda la Iglesia de Satán.
- 1967: en Moscú se inaugura la torre de televisión de Ostankino (de 533 metros).
- 1967: en España, Luis Aragonés anota 4 goles en la victoria del Atlético de Madrid por 5 a 0 frente al RCD Mallorca en la ida de dieciseisavos de final de la Copa del Rey.[4]
- 1969: en el área U7p y U7t del Sitio de pruebas atómicas de Nevada (a unos 100 km al noroeste de la ciudad de Las Vegas), a las 9:00 (hora local), Estados Unidos detona sus bomba atómica Blenton (de 51 kilotones, a 558 metros de profundidad) y Thistle (de 38 kt, a 560 metros). Son las bombas n.º 619 y 620 de las 1132 que Estados Unidos detonó entre 1945 y 1992.
- 1974: Richard Nixon entrega a la comisión investigadora las cintas magnetofónicas del caso Watergate.
- 1974: a Lisboa llega procedente del exilio Álvaro Cunhal (secretario general del Partido Comunista Portugués).
- 1975: la guerra de Vietnam termina cuando tropas del Viet Cong ocupan Saigón
- 1976: en Barcelona se estrena la película El gran dictador, de Charles Chaplin, realizada en 1940 como una sátira contra el dictador Adolf Hitler, y prohibida por el dictador Francisco Franco durante 36 años.
- 1977: frente a la Casa Rosada (Buenos Aires) ―en el marco de la dictadura cívico-militar argentina (1976-1983)― las Madres de Plaza de Mayo inician su primera marcha.
- 1978: en España se fusionan el PSP de Enrique Tierno Galván y el PSOE.
- 1978: en los Estados Unidos —según un informe del diario New York Times—, el 1 % de los adolescentes estadounidenses sufre anorexia nerviosa.
- 1980: en la corona de los Países Bajos abdica la reina Juliana y le sucede su hija Beatriz.
- 1982: en México nace el grupo musical Timbiriche, integrado por Benny Ibarra, Sasha Sokol, Alix Bauer, Diego Schoening, Mariana Garza y Paulina Rubio.
- 1984: en Colombia asesinan al ministro de Justicia, Rodrigo Lara Bonilla.
- 1986: en Santiago de Chile (en plena dictadura de Pinochet) más de 1000 personas resultan detenidas en una redada masiva practicada por militares con la cara tiznada de negro, policías y fuerzas de seguridad.
- 1986: en Palma de Mallorca se inaugura el Segundo Congreso Internacional de la Lengua Catalana.
- 1988: en Dublín (Irlanda), el tema Ne partez pas sans moi, de la cantante canadiense Céline Dion, gana por Suiza la XXXIII edición de Festival de la Canción de Eurovisión.
- 1989: Estados Unidos y Japón cooperan en la construcción del avión de combate del futuro, el FSX.
- 1990: el Vaticano y Rumania reanudan sus relaciones, rotas 42 años antes.
- 1991: en Bangladés mueren 125 000 personas por el azote de un ciclón.
- 1991: en Bogotá (Colombia), el exministro de Justicia, Enrique Low Murtra, es asesinado a la salida de la Universidad de La Salle.
- 1992: en Sierra Leona, militares amotinados toman el poder, tras la huida del presidente Joseph Momoh a Guinea.
- 1992: en Rosario (Argentina), a las 3:30 de la madrugada estalla una granada EAM 75 (de origen español) en el frente de la casa natal del revolucionario y guerrillero Ernesto «Che» Guevara (1928-1967), donde días después se planeaba instalar una placa conmemorativa.[5]
- 1993: en Suiza, la CERN (Consejo Europeo para la Investigación Nuclear) anuncia que Internet será gratis sin honorarios debidos.
- 1993: en los Estados Unidos inicia sus transmisiones Cartoon Network Latinoamérica
- 1993: en pleno Abierto de Hamburgo (Alemania), la tenista yugoslava Monica Seles es apuñalada por un fanático de su contrincante (que por su demencia no fue encarcelado).
- 1993: en España, el ingeniero Amable Liñán obtiene el Premio Príncipe de Asturias de Investigación Científica y Técnica.
- 1994: en Dublín (Irlanda) se celebra la 39.º edición de Eurovisión. Vence el tema del país anfitrión, Rock & Roll Kids del dúo Paul Harrington & Charlie McGettigan.
- 1994: en el Gran Premio de San Marino en Imola, Italia fallece Roland Ratzenberger, piloto austriaco de Fórmula 1.
- 1994: en España, Antoni Asunción (ministro del Interior), dimite por su responsabilidad política en la huida de Luis Roldán (ex director general de la Guardia Civil), acusado de diversos delitos.
- 2000:  en la Ciudad del Vaticano, canonización de la religiosa y mística polaca Faustina Kowalska, conocida como "Apóstol de la Misericordia",  e institución de la fiesta de la Divina Misericordia en el calendario litúrgico de la Iglesia Católica.
- 2000: el piloto español Emilio Alzamora se proclama campeón del G. P. de España de Motociclismo en la categoría de 125 cc y el estadounidense Kenny Roberts, en la prueba de 500 cc.
- 2001: la Soyuz TM-32, que había partido cuarenta y ocho horas antes del cosmódromo de Baikonur (Kazajistán) con el multimillonario estadounidense Dennis Tito a bordo, se acopla con éxito a la Estación Espacial Internacional.
- 2002: en Pakistán un referéndum mantiene el gobierno militar de Pervez Musharraf otros cinco años.
- 2002: en una cárcel argelina mueren 19 presos en un incendio.
- 2002: se lanza el último videojuego para las plataformas de Nintendo 64, Tony Hawk's Pro Skater 3.
- 2003: en Faluya (Irak), tres iraquíes mueren abatidos por soldados estadounidenses, en una nueva jornada de protestas contra la presencia de las tropas invasoras.
- 2003: en la provincia de Santa Fe (Argentina) las inundaciones matan a siete personas.
- 2004: en el Reino Unido, la cadena CBS emite fotografías que reflejan torturas y vejaciones a presos iraquíes cometidas por soldados estadounidenses.
- 2004: en Castilla-La Mancha, José María Barreda toma posesión como presidente en sustitución de José Bono (nuevo ministro de Defensa de Rodríguez Zapatero).
- 2005: en el sur de Irak, investigadores descubren una fosa con 1500 cadáveres.
- 2005: en El Cairo mueren tres terroristas egipcios en dos atentados contra extranjeros.
- 2005: en España, la tasa de desempleo se sitúa en el 10,2 % (la más baja de los últimos 25 años).
- 2006: en Nepal, Girija Prasad Koirala se convierte en nuevo primer ministro y el Parlamento convoca comicios para elegir una asamblea constituyente.
- 2006: en España, el equipo de Balonmano Ciudad Real logra su mayor éxito al proclamarse campeón de Europa en una final española, en la que venció al pamplonés Portland San Antonio.
- 2006: tres pilotos españoles de 125 cc (Héctor Faubel, Álvaro Bautista y Sergio Gadea) suben al podio del Gran Premio de Turquía de motociclismo, algo que no ocurría desde 1989.
- 2013: en la corona de los Países Bajos abdica la reina Beatriz y le sucede su hijo Guillermo Alejandro.
- 2018: termina sus emisiones el canal Non Stop People (España) en la plataforma Movistar+.

## Nacimientos
- 1245: Felipe III, rey francés (f. 1285).
- 1651: Juan Bautista de La Salle, religioso francés, canonizado por la Iglesia católica (f. 1719).
- 1662: María II, reina inglesa (f. 1694).
- 1734: Pedro López de Lerena, político español (f. 1792).
- 1770: David Thompson, explorador canadiense de origen británico (f. 1857).
- 1777: Carl Friedrich Gauss, matemático y físico alemán (f. 1855).
- 1797: Felipe Rivero y Lemoine, militar español (f. 1873).
- 1803: Albrecht Graf von Roon, militar prusiano (f. 1879).
- 1831: Bilintx, poeta Y versolari vasco (f. 1976).
- 1845: Oliveira Martins, escritor e historiador portugués (f. 1894).
- 1857: Eugen Bleuler, psiquiatra suizo (f. 1939).
- 1864: Maria Gordon, geóloga y paleontóloga escocesa (f. 1939).
- 1870: Franz Lehár, compositor húngaro (f. 1948).
- 1877: Léon Flameng, ciclista francés (f. 1917).
- 1879: Wenceslao Benítez Inglott, contraalmirante, científico e ingeniero español (f.1954).
- 1883: Indalecio Prieto, político español (f. 1962).
- 1883: Jaroslav Hašek, novelista checo (f. 1923).
- 1887: Alfonso Calzolari, ciclista italiano (f. 1983).
- 1888: John Crowe Ransom, poeta y académico estadounidense (f. 1974).
- 1893: Joachim von Ribbentrop, ministro de asuntos exteriores de la Alemania nazi (f. 1946).
- 1899: Lucie Mannheim, actriz alemana (f. 1976).
- 1901: Simon Kuznets, economista ruso-estadounidense, premio de ciencias económicas en memoria de Alfred Nobel en 1971 (f. 1985).
- 1902: Theodore Schultz, economista estadounidense, premio de ciencias económicas en memoria de Alfred Nobel en 1979 (f. 1998).
- 1905: Fernando Briones Carmona, pintor español (f. 1988).
- 1908: Eve Arden, actriz estadounidense (f. 1990).
- 1909: Juliana de los Países Bajos, reina neerlandesa (f. 2004).
- 1910: Al Lewis, actor estadounidense (f. 2006).
- 1912: Manuel Gutiérrez Mellado, militar y vicepresidente del Gobierno español (f. 1995).
- 1913: Enrique Soladrero, futbolista español (f. 1976).
- 1913: Willy Schäfer, balonmanista suizo (f. 1980).
- 1914: Dorival Caymmi, músico brasileño (f. 2008).
- 1915: Pablo Pérez Zañartu, ingeniero y político chileno (f. 1987).
- 1916: Claude Shannon, ingeniero y matemático estadounidense (f. 2001).

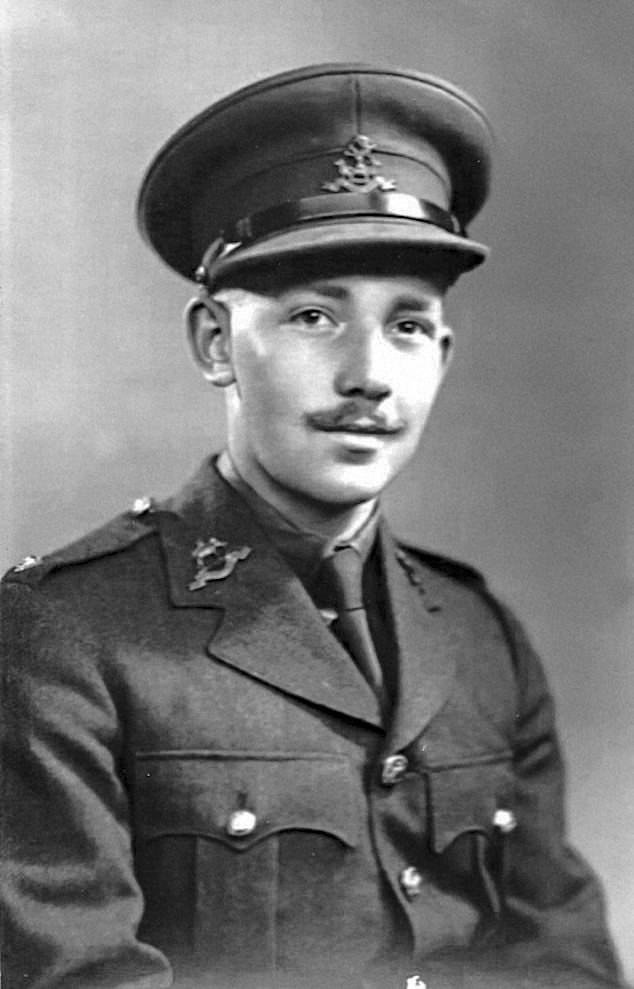
Tom Moore.

- 1920: Tom Moore, militar y veterano de guerra británico (f. 2021).
- 1920: Gerda Lerner, historiadora y escritora estadounidense (f. 2013).
- 1920: Duncan Hamilton, piloto de automovilismo británico (f. 1994).
- 1922: Vitillo Ábalos, músico argentino (f. 2019).
- 1922: Martín Karadagian, deportista, luchador y actor argentino (f. 1991).
- 1923: Eduardo Fernández Meyzán, futbolista peruano (f. 2002).
- 1924: Gonzalo Fernández de la Mora, ensayista y escritor español (f. 2002).
- 1926: Hippolyte Van Den Bosch, futbolista y entrenador belga. (f. 2011).
- 1926: Ángel Rama, escritor uruguayo (f. 1983).
- 1926: Cloris Leachman, actriz y humorista estadounidense (f. 2021).
- 1930: Félix Guattari, filósofo francés.
- 1931: Adriana Asti, actriz italiana (f. 2025).
- 1932: Miguel de la Quadra-Salcedo, reportero español (f. 2016).
- 1932: Antonio Tejero Molina, militar español.
- 1936: Antonio García-Bellido, biólogo, profesor e investigador español.
- 1938: Germán Espinosa, escritor colombiano (f. 2007).
- 1938: Eduardo Menem, abogado y político argentino.
- 1938: Larry Niven, escritor estadounidense.
- 1938: Juraj Jakubisko, director de cine eslovaco (f. 2023).
- 1940: Burt Young, actor estadounidense (f. 2023).
- 1941: Primo Franchini, ciclista italiano.
- 1941: Jørgen Mortensen, jugador de bádminton danés.
- 1941: Vince Albert Cianci, político estadounidense (f. 2016).
- 1943: Frederick Chiluba, político zambiano (f. 2011).
- 1943: Jim Craig, futbolista escocés.
- 1944: Selva Alemán, actriz argentina (f. 2024).
- 1944: Félix de Azúa, poeta y novelista español.
- 1944: Jill Clayburgh, actriz estadounidense (f. 2010).
- 1945: Michael Smith, astronauta estadounidense (f. 1986).
- 1945: Peggy Sol, actriz, bailarina y cantante argentina.
- 1946: Carlos XVI Gustavo, rey sueco.
- 1947: Isabel Guerra, pintora y monja cisterciense española.
- 1948: Eduardo Haro Ibars, poeta español (f. 1988).
- 1949: António Guterres, político e ingeniero físico portugués, secretario general de la ONU desde 2016.
- 1952: Jack Middelburg, piloto de motociclismo neerlandés (f. 1984).
- 1953: Joan Massagué, médico español.
- 1954: Jane Campion, cineasta neozelandesa.
- 1955: Julio Cobos, ingeniero y político argentino.
- 1955: Marian Sypniewski, esgrimidor polaco.
- 1956: Jorge Chaminé, barítono portugués.
- 1956: José Antonio Gil Vidal, periodista argentino.
- 1956: Lars von Trier, cineasta danés.
- 1957: Atila Pesyani, actor iraní (f. 2023).
- 1958: Guillermo Capetillo, actor y cantante mexicano.
- 1959: Stephen Harper, político y primer ministro canadiense.
- 1960: Gheorghe Vărzaru, rugbista rumano (f. 2025).
- 1961: Isiah Thomas, baloncestista estadounidense.
- 1961: Arnór Guðjohnsen, futbolista islandés.
- 1961: Eric van Lancker, ciclista belga.
- 1962: Carola Hornig, remera alemana.
- 1962: Egil Johansen, futbolista noruego (f. 2023).
- 1963: Alicia Miyares, filósofa y escritora española.
- 1963: James Marsh, cineasta británico.
- 1964: Eddy Herrera, cantante merenguero dominicano.
- 1965: Adrian Pasdar, actor estadounidense.
- 1966: Peter Outerbridge, actor canadiense.
- 1966: José Luis Rodríguez García, ciclista español.
- 1967: Guillermo Ortega Alonso, político español.
- 1967: Ibon Urbieta, remero español.
- 1967: Attila Hazai, escritor húngaro (f. 2012).
- 1967: Ausra Fridrikas, balonmanista austriaca-lituana.
- 1968: Adrián Czornomaz, futbolista argentino.
- 1969: Paulo Jr., bajista brasileño, de la banda Sepultura.
- 1969: Justine Greening, política británica.
- 1970: Halit Ergenç, actor turco.
- 1971: Carlos Baldomir, boxeador argentino.
- 1971: B. J. Tyler, baloncestista estadounidense.
- 1972: Hiroaki Morishima, futbolista japonés.
- 1973: Damián Manusovich, futbolista y periodista deportivo argentino.
- 1973: Naomi Novik, escritora estadounidense.
- 1973: Michael Blaudzun, ciclista danés.
- 1973: Brandy Johnson, gimnasta artística estadounidense.
- 1973: Eric Villalón, esquiador alpino español.
- 1973: Jamie Staff, ciclista británico.
- 1973: Yekaterina Yusheva, esgrimidora rusa.
- 1974: Jan, actor, conductor de televisión y cantante mexicano.
- 1974: Deanna Brooks, modelo y actriz estadounidense.
- 1975: Johnny Galecki, actor estadounidense nacido en Bélgica.
- 1975: David Moncoutié, ciclista francés.
- 1975: Kazuo Shimizu, futbolista japonés.
- 1975: Ha Tae-Kwon, jugador de bádminton surcoreano.
- 1975: Darren Manning, piloto de automovilismo británico.
- 1976: Amanda Palmer, cantante estadounidense, de la banda The Dresden Dolls.
- 1976: Javier Jiménez del Pozo, futbolista español.
- 1976: Kosaku Masuda, futbolista japonés.
- 1976: Matteo Zennaro, esgrimidor italiano.
- 1976: Davian Clarke, atleta jamaicano.
- 1977: Sergio Schulmeister, futbolista argentino (f. 2003).
- 1977: Norman Forde, futbolista barbadense.
- 1977: Yu Guohui, atleta chino.
- 1977: Alexandra Holden, actriz estadounidense.
- 1977: Yoel Romero, artista marcial mixto cubano.
- 1977: Robert de Wilde, ciclista neerlandés.
- 1978: Simone Barone, futbolista y entrenador italiano.
- 1978: Sandra Hüller, actriz alemana.
- 1978: Richard An, taekwondista estadounidense.
- 1978: Joachim Boldsen, balonmanista danés.
- 1978: Emily McInerny, baloncestista australiana.
- 1979: Gerardo Torrado, futbolista mexicano.
- 1979: Daniel Elbittar, actor y cantante venezolano.
- 1979: Rachelle Viinberg, remera canadiense.
- 1979: Andy Cappelle, ciclista belga.
- 1979: Mario Lastra, futbolista ecuatoriano.
- 1979: Robert Bell, piloto de automovilismo británico.
- 1980: Leiva, cantante español.
- 1980: Tania Lamarca, gimnasta española.
- 1980: Rubén Sanz Alonso, futbolista español.
- 1980: Andris Vaņins, futbolista letón.
- 1980: Ana Karina Soto, presentadora de televisión colombiana.
- 1980: Luis Scola, baloncestista argentino.
- 1981: Flávio Bolsonaro, político brasileño.
- 1981: John O'Shea, futbolista irlandés.
- 1981: Kunal Nayyar, actor británico de origen indio.
- 1981: Cristian Raimondi, futbolista italiano.
- 1981: Quinton Ross, baloncestista estadounidense.
- 1981: Diego Occhiuzzi, esgrimidor italiano.
- 1981: Chrystelle Naami Yang, taekwondista camerunesa.
- 1982: Lloyd Banks, rapero estadounidense.
- 1982: Kirsten Dunst, actriz estadounidense.
- 1982: Drew Seeley, actor, cantante y compositor canadiense.
- 1982: Marcel Sieberg, ciclista alemán.
- 1982: Almiro Lobo, futbolista mozambiqueño.
- 1982: Ahmad Fauzi Saari, futbolista malasio.
- 1983: Ian Lindo, futbolista caimanés.
- 1983: Yevgueni Korotyshkin, nadador ruso.
- 1983: Olivier Kaisen, ciclista belga.
- 1984: Victoria Spence, actriz neozelandesa.
- 1984: Ivan Santaromita, ciclista italiano.
- 1984: Mijat Marić, futbolista suizo.
- 1984: Álex Urtasun, baloncestista español.
- 1984: Txemi Urtasun, baloncestista español.
- 1984: Marina Squerciati, actriz estadounidense.
- 1984: Sophie Turner, actriz y modelo australiana.
- 1984: Andra Manson, atleta estadounidense.
- 1985: Gal Gadot, actriz israelí y Miss Israel.
- 1985: Anne Matthes, voleibolista alemana.
- 1985: Brandon Bass, baloncestista estadounidense.
- 1985: Michael Mørkøv, ciclista danés.
- 1985: Elena Fanchini, esquiadora italiana (f. 2023).
- 1986: Dianna Agron, actriz, cantante, directora y guionista estadounidense.
- 1986: Rob Elliot, futbolista irlandés.
- 1986: Jon Irazustabarrena, futbolista español.
- 1986: Jone Vesikula, futbolista fiyiano.
- 1986: Elena Rosell, piloto de motociclismo española.
- 1986: Sergio Canamasas, piloto de automovilismo español.
- 1987: Nikki Webster, cantante australiana.
- 1987: Simone Iacoponi, futbolista italiano.
- 1987: Dax McCarty, futbolista estadounidense.
- 1987: João Meira, futbolista portugués.
- 1987: Marta Bastianelli, ciclista italiana.
- 1987: Stojanče Stoilov, balonmanista macedonio.
- 1987: Al Iaquinta, artista marcial mixto estadounidense.
- 1987: Edênia Garcia, nadadora brasileña.
- 1987: Dia Evtimova, tenista búlgara.
- 1987: Zbigniew Schodowski, remero polaco.
- 1988: Ana de Armas, actriz cubana.
- 1988: Mario Fernández Cuesta, futbolista español.
- 1988: Antonio Ballard, baloncestista estadounidense.
- 1988: Sara Liu, cantante china.
- 1988: Lassi Etelätalo, atleta finlandés.
- 1988: Oh Hye-Ri, taekwondista surcoreana.
- 1989: Valentina Carvajal, actriz chilena.
- 1989: Kōhei Shimizu, futbolista japonés.
- 1989: Arturo Juan Rodríguez Pérez-Reverte, futbolista español.
- 1990: Mac DeMarco, músico y cantautor canadiense.
- 1990: Rigoberta Bandini, cantante y actriz de doblaje española.
- 1990: Alberto Nardin, ciclista italiano.
- 1990: Mariya Duyunova, jugadora de curling rusa.
- 1990: Uriel Adriano Ruiz, taekwondista mexicano.
- 1991: Victor Pálsson, futbolista islandés.
- 1991: Travis Scott, rapero estadounidense
- 1991: Andrea Dal Col, ciclista italiano.
- 1991: Carlos Molina Segura, futbolista español.
- 1991: Krysten Karwacki, jugadora de curling canadiense.
- 1991: Peter Gibson, remero estadounidense.
- 1991: Chris Kreider, jugador de hockey sobre hielo estadounidense.
- 1991: Juanpe Ramírez, futbolista español.
- 1991: Sergio Pérez Miralles, futbolista español.
- 1991: George Țucudean, futbolista rumano.
- 1991: Diego Viera, futbolista paraguayo.
- 1991: Goro Kawanami, futbolista japonés.
- 1991: Edward Theuns, ciclista belga.
- 1991: Hoàng Hà Giang, taekwondista vietnamita (f. 2015).
- 1991: Connor Jaeger, nadador estadounidense.
- 1991: Brandon Paul, baloncestista estadounidense.
- 1991: Nicolás Rodríguez, regatista español.
- 1991: Klaudia Buczek, escaladora polaca.
- 1992: Marc-André ter Stegen, futbolista alemán.
- 1992: Eduardo García, actor español.
- 1992: Nico Hidalgo, futbolista español (f. 2025).
- 1992: Kengo Kitazume, futbolista japonés.
- 1992: Paweł Wszołek, futbolista polaco.
- 1992: Jimena Cedrés, jugadora de hockey sobre césped argentina.
- 1992: Finn Lemke, balonmanista alemán.
- 1992: Magdalena Gorzkowska, atleta polaca.
- 1993: Arnór Ingvi Traustason, futbolista islandés.
- 1993: Hendrik Van Crombrugge, futbolista belga.
- 1993: Yin Dameng, remera china.
- 1993: Ivan Močinić, futbolista croata.
- 1993: Gustavo Sauer, futbolista brasileño.
- 1993: Anton Nedyalkov, futbolista búlgaro.
- 1993: Igor Sergeev, futbolista uzbeko.
- 1993: Dion Dreesens, nadador neerlandés.
- 1993: Oriol Roca Batalla, tenista español.
- 1994: José Peraza, beisbolista venezolano.
- 1994: Emiliano Velázquez, futbolista uruguayo.
- 1994: Jakub Mareczko, ciclista italo-polaco.
- 1994: Yafan Wang, tenista china.
- 1994: Chae Seo-jin, actriz surcoreana.
- 1994: André Göransson, tenista sueco.
- 1994: Morgan Tuck, baloncestista estadounidense.
- 1995: Imanol Garciandia, balonmanista español.
- 1995: Brenda Ibáñez, modelo boliviana.
- 1995: Ties Elzerman, nadador neerlandés.
- 1996: Augusto Batalla, futbolista argentino.
- 1996: Robert Rojas Chávez, futbolista paraguayo.
- 1996: Florian Alt, piloto de motociclismo alemán.
- 1996: Jorman Campuzano, futbolista colombiano.
- 1996: Iván Rodríguez del Pozo, futbolista español.
- 1996: Felicitas Rauch, futbolista alemana.
- 1996: Blanca Solís, futbolista mexicana.
- 1996: Vladyslav Kocherhin, futbolista ucraniano.
- 1996: Riccarda Dietsche, atleta suiza.
- 1996: Jemima Osunde, actriz nigeriana.
- 1997: Sam Lammers, futbolista neerlandés.
- 1997: Joan Sastre Vanrell, futbolista español.
- 1997: Adam Ryczkowski, futbolista polaco.
- 1997: Xavi Vierge, piloto de motociclismo español.
- 1997: Lamar Morgan, baloncestista estadounidense.
- 1997: Eric Magnus Paul, remero alemán.
- 1997: Dana Moffat, remera estadounidense.
- 1997: Dani Fernández Fernández, futbolista español.
- 1997: Tony Pollard, jugador de fútbol americano estadounidense.
- 1997: Jesús Medina, futbolista paraguayo.
- 1997: Daisy Cleverley, futbolista neozelandeza.
- 1997: Chinwendu Ihezuo, futbolista nigeriana.
- 1997: Franco Perinciolo, futbolista argentino.
- 1997: Kevin Velasco, futbolista colombiano.
- 1997: T. J. Leaf, baloncestista israelí.
- 1998: Manaka Iwami, actriz de voz japonesa.
- 1998: Olivia DeJonge, actriz australiana.
- 1998: Georgina Amorós, actriz española.
- 1998: Carlos Isaac, futbolista español.
- 1998: Samuela Comola, biatleta italiana.
- 1998: Steve Kapuadi, futbolista francés.
- 1998: Emily Mackay, atleta estadounidense.
- 1998: Bryan Griffin, baloncestista estadounidense.
- 1998: Tomas Woldetensae, baloncestista italiano.
- 1999: Jonathan Amon, futbolista estadounidense.
- 1999: Thomas Basila, futbolista francés.
- 1999: Mikołaj Kwietniewski, futbolista polaco.
- 1999: Callum McCowatt, futbolista neozelandés.
- 1999: JuVaughn Harrison, atleta estadounidense.
- 1999: Petra Farkas, atleta húngara.
- 1999: Moritz Jenz, futbolista alemán.
- 1999: Ange Capuozzo, rugbista franco-italiano.
- 1999: Maia Ramsfjell, jugadora de curling noruega.
- 1999: Thomas Gallo, rugbista argentino.
- 1999: Olatz Arregui, piragüista española.
- 1999: Joe Tryon-Shoyinka, jugador de fútbol americano estadounidense.
- 1999: Noah Gray, jugador de fútbol americano estadounidense.
- 1999: Brett Leason, jugador de hockey sobre hielo canadiense.
- 1999: Timothy Liljegren, jugador de hockey sobre hielo sueco.
- 1999: Jacklyn Luu, nadadora sincronizada estadounidense.
- 1999: Dennis Carracedo Ferrero, remero español.
- 1999: Remina Chiba, futbolista japonesa.
- 1999: Edouard Julien, beisbolista canadiense.
- 1999: Adrian Șut, futbolista rumano.
- 2000: William Bianda, futbolista francés.
- 2000: Cristo Jesús Romero Gómez, futbolista español.
- 2000: Dean James, futbolista neerlandés.
- 2000: Calebe, futbolista brasileño.
- 2000: Poppy Pattinson, futbolista inglesa.
- 2000: Corbin Strong, ciclista neozelandés.
- 2000: Robin van Riel, atleta neerlandés.
- 2000: Pedro Pedraza, futbolista mexicano.
- 2001: Sofía Acevedo, baloncestista argentina.
- 2001: Unai Naveira, futbolista español.
- 2001: Miguel Puche, futbolista español.
- 2001: Pablo Gozálbez, futbolista español.
- 2001: Nathan Collins, futbolista irlandés.
- 2001: Elien Vekemans, atleta belga.
- 2001: Andrea Cosi, atleta italiano.
- 2001: Hossam Abdelmaguid, futbolista egipcio.
- 2001: Leslie Soltero, taekwondista mexicana.
- 2002: Miguel Urdangarin y Borbón, tercer hijo de la Infanta Cristina, quinto nieto de los Reyes de España.
- 2002: Randal Willars, clavadista mexicano.
- 2002: Zeynep Sönmez, tenista turca.
- 2002: Anna Cramling, ajedrecista hispano-sueca.
- 2003: Emily Carey, actriz y modelo británica.
- 2003: Kuryu Matsuki, futbolista japonés.
- 2003: Jonathan Rowe, futbolista británico.
- 2003: Dorota Puzio, atleta polaca.
- 2006: Luighi, futbolista brasileño.

## Fallecimientos
- 65: Lucano, poeta hispanorromano, sobrino de Séneca (n. 39).
- 1030: Mahmud de Gazni, gobernante afgano del Imperio gaznávida de 997 a 1030 (n. 971).
- 1063: Renzong, emperador chino (n. 1010).
- 1315: Enguerrand de Marigny chambelán y ministro francés (n. 1260).
- 1341: Yann III le Bon, aristócrata y militar bretón (n. 1286).
- 1551: Sebastián de Belalcázar, conquistador español (n. 1480).
- 1557: Lautaro, toqui mapuche (n. ca. 1534).
- 1632: Segismundo III Vasa, rey polaco (n. 1566).
- 1637: Niwa Nagashige, guerrero japonés (n. 1571).
- 1642: Dmitri Pozharski, príncipe ruso (n. 1578).
- 1655: Eustache Le Sueur, pintor francés (n. 1617).
- 1696: Robert Plot, naturalista británico (n. 1640).
- 1706: Alonso de los Ríos y Berriz, religioso peruano (n. 1619).
- 1792: John Montagu, estadista inglés (n. 1718).
- 1793: Miguel de Olivares, jesuita chileno (n. 1672).
- 1865: Robert FitzRoy, marino y meteorólogo británico (n. 1805).
- 1879: Sarah Josepha Hale, escritora estadounidense (n. 1788).
- 1882: Ramón de Mesonero Romanos, escritor español (n. 1803).
- 1883: Édouard Manet, pintor impresionista francés (n. 1832).
- 1890: Tomás Mosquera, político español (n. 1823).
- 1900: Casey Jones, famoso conductor de trenes estadounidense (n. 1863).
- 1916: Francisco del Paso y Troncoso, historiador mexicano  (n. 1842).
- 1933: Luis Miguel Sánchez Cerro, militar y político peruano, presidente del Perú entre 1931 y 1933 (n. 1889).
- 1938: Gloria Melgar Sáez, compositora y pintora española (n. 1859).
- 1941: Edwin S. Porter, cineasta estadounidense (n. 1870).
- 1942: Joseph Charles Arthur, botánico estadounidense (n. 1850).
- 1943: Beatrice Webb, economista e intelectual socialista británica (n. 1858).
- 1945: Adolf Hitler, militar y político alemán, führer y canciller de Alemania entre 1934 y 1945 (n. 1889).
- 1945: Eva Braun, mujer alemana esposa de Adolf Hitler (n. 1912).
- 1947: Francisco Cambó, político catalanista español (n. 1876).
- 1956: Alben Barkley, político estadounidense (n. 1877).
- 1963: Vicente Risco, político e intelectual español (n. 1884).
- 1970: Inger Stevens, actriz estadounidense (n. 1934).
- 1972: Clara Campoamor, política española (n. 1888).
- 1974: Agnes Moorehead, actriz estadounidense (n. 1900).
- 1975: Pablo Macías Valenzuela, militar y político mexicano (n. 1891).
- 1980: Luis Muñoz Marín, poeta, periodista y político puertorriqueño, gobernador de Puerto Rico entre 1949 y 1965 (n. 1898).
- 1981: Paco Bienzobas, futbolista español (n. 1909).
- 1981: Frank Socolow, saxofonista estadounidense (n. 1923).
- 1983: George Balanchine, coreógrafo ruso-estadounidense (n. 1904).
- 1983: Muddy Waters, músico estadounidense de blues (n. 1913).
- 1984: Karl Rahner, teólogo alemán (n. 1904).
- 1984: Rodrigo Lara Bonilla, político y abogado colombiano, ministro de Justicia; asesinado (n. 1946).
- 1986: Thelma Stefani, actriz argentina (n. 1948).
- 1988: James McCracken, tenor estadounidense (n. 1926).
- 1989: Sergio Leone, cineasta italiano (n. 1929).
- 1989: Guy Williams, actor estadounidense de cine y televisión, El Zorro (n. 1924).
- 1991:  Enrique Low Murtra, fue un economista y abogado colombiano que ejerciendo de ministro de Justicia es asesinado a la salida de la Universidad de La Salle.  (n. 1939).
- 1993: Mario Evaristo, futbolista argentino (n. 1908).
- 1994: Manuel Enríquez Salazar, violinista y compositor mexicano (n. 1926).
- 1994: Roland Ratzenberger, piloto austriaco de automovilismo (n. 1960).
- 1996: Julio César Méndez Montenegro, político guatemalteco, presidente de Guatemala entre 1966 y 1970 (n. 1915).
- 1998: Dominique Aury, escritora francesa (n. 1907).
- 1998: Nizar Qabbani, poeta sirio (n. 1923).
- 2002: Isaac Wrzacki, actor y cantautor argentino (n. 1937).
- 2006: Pramoedya Ananta Toer, escritor indonesio (n. 1925).
- 2006: Beatriz Sheridan, actriz, escritora y productora mexicana (n. 1934).
- 2007: Grégory Lemarchal, cantante francés (n. 1983).
- 2007: Tom Poston, actor estadounidense (n. 1921).
- 2007: Gordon Scott, actor estadounidense (n. 1926).
- 2009: Amparito Arozamena, actriz mexicana (n. 1916).
- 2010: Carmelita González, actriz mexicana (n. 1928).
- 2011: Ernesto Sabato, escritor, ensayista, físico y pintor argentino (n. 1911).
- 2012: George Murdock, actor estadounidense (n. 1930).
- 2015: Ben E. King, cantante de soul estadounidense (n. 1938).
- 2016: Daniel Berrigan, sacerdote anarquista católico, activista y poeta estadounidense (n. 1921).
- 2016: Harry Kroto, químico británico, premio Nobel de  química en 1996  (n. 1939).
- 2017: Sodimejo, supercentenario indenesio (n. 1870).
- 2019: Peter Mayhew, actor anglo-estadounidense (n. 1944).
- 2020: Tony Allen, baterista y compositor nigeriano (n. 1940).
- 2020: Óscar Chávez, cantante, actor, compositor, investigador de música, director de teatro y poeta mexicano (n. 1935).
- 2021: Azad Rahimov, político azerí (n. 1964).
- 2021: Ray Reyes, cantante puertorriqueño, integrante de grupo Menudo (n. 1970).
- 2022: Mino Raiola, representante deportivo (n. 1967).
- 2022: Naomi Judd (76), cantante de música country y actriz estadounidense (n. 1946).
- 2022: Juan Vattuone (73), cantautor, compositor y actor argentino (n. 1949).
- 2025: Inah Canabarro Lucas, monja, profesora y supercentenaria brasileña, última persona viva verificada nacida en 1908 (n. 1908).

## Celebraciones
- Día Internacional del Jazz.[6]

- Día Internacional de Concienciación sobre el Ruido.
Se recuerda cada año en el último miércoles del mes de abril. En 2025 y 2026 coincidieron el 30 de abril.

 Por países
(Por orden alfabético)
- Estados Unidos: 
  - Día de la Honestidad.

- México: 
  - Día del Niño.

- Paraguay: 
  - Día del maestro.[7]

- Perú: 
  - Día del Psicólogo.

- Uruguay: 
  - Día del Trabajador Rural.
  - Día del funcionario de Casinos del Estado.

- Vietnam: 
  - Aniversario de la liberación de Vietnam del Sur.

### Santoral católico

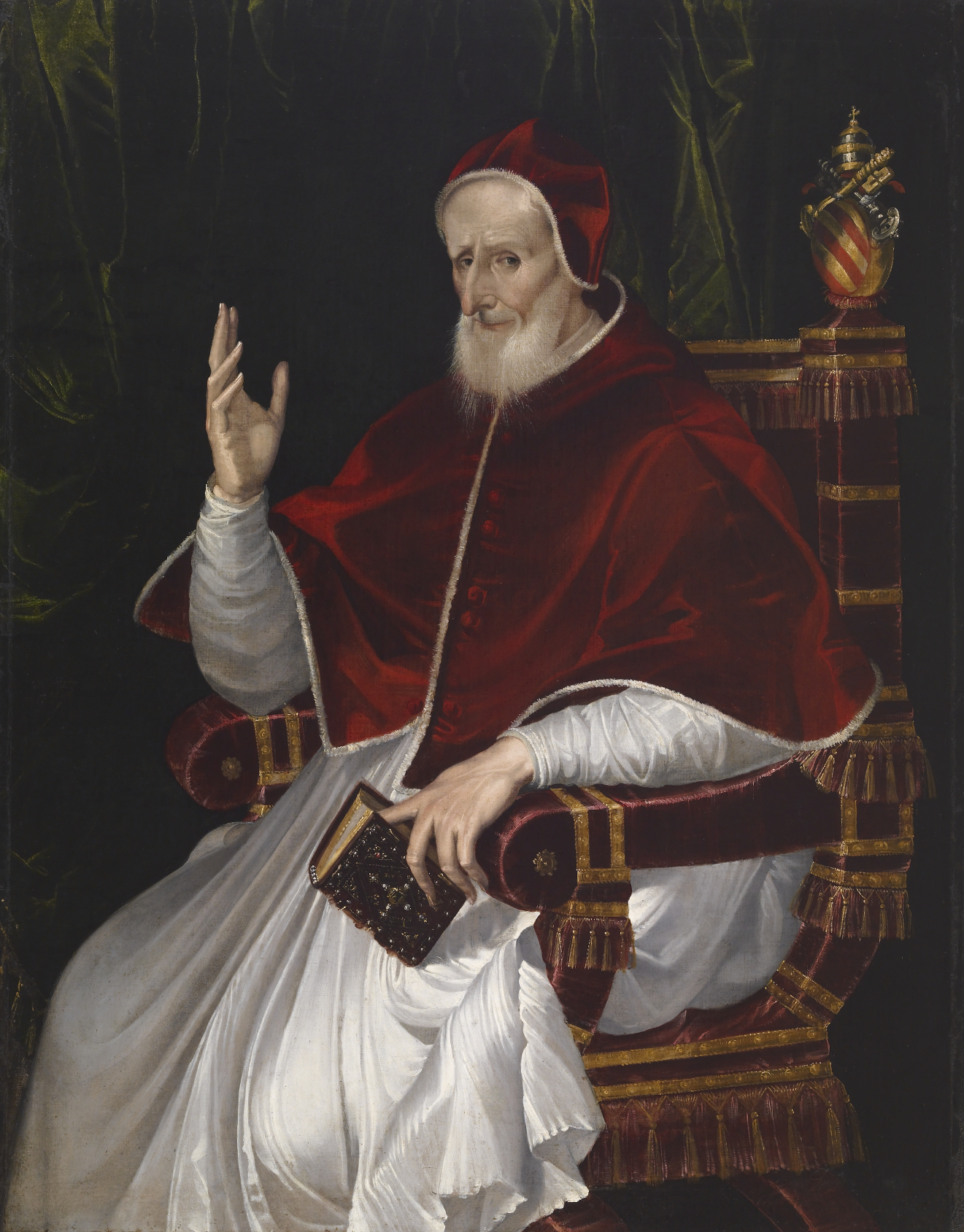
San Pío V, papa italiano, retratado por Bartolomeo Passerotti, c. 1566.
(óleo sobre lienzo, 129 × 94.5 cm; Walters Art Museum).

- San Pío V, papa italiano.[8](imagen ilustrativa).
- San Amador y compañeros, mártires.
- San José Benito Cottolengo, presbítero.
- San Pelegrín.
- San Pomodiano.
- San Eutropio de Saintes.[8]
- Santa Mariana Centeno.
- Beato Benito de Urbino (s. XVII).[8]
- San Donato de Evorea (s. IV).[8]
- San Gualfardo (s. XII).[8]
- Beato Guillermo Southerne (s. XVII).[8]
- San Erconvaldo (s. VII).[8]
- Beato Pedro Diácono (s. VII).[8]
- San Lorenzo de Novara (s. IV).[8]
- San Mercurial de Forlí (s. IV).[8]
- Beata María de la Encarnación Guyart Martin (s. XVII).[8]
- Beata Paulina von Mallinckrod (s. XIX).[8]
- San Aulo (s. VII).[8]
- San Pomponio de Nápoles (s. VI).[8]
- San Quirino tribuno (s. III).[8]

Celebraciones compartidas
- Unión Europea: 
  - Norte y Centro de Europa: 
    - Noche de Walpurgis.